# Лещенко, Евгений Александрович
Лещенко Евгений Александрович (род. 12 мая 1952, Весёлые Терны, Днепропетровская область) — советский и украинский художник, живописец и график. Заслуженный художник Украины (2008).

## Биография
Родился 12 мая 1952 года в посёлке Весёлые Терны (ныне в черте города Кривой Рог Днепропетровской области) в семье художника Александра Лещенко.
В 1973 году окончил Киевский художественный институт (преподаватели Пётр Басанец и Вилен Чеканюк).
С 1974 года до средины 1980-х годов преподавал в студии изящного искусства дома пионеров в Терновском районе города Кривой Рог.
Член Союза художников УССР с 1982 года и Союза художников Украины с 1992 года.

## Творческая деятельность
Основатель направления "paradise art" («райское искусство»). В работах превалируют фигуративные и отвлечённые формы, отголоски народного фольклора, современные философские идеи, трансформируемые духовные традиции народной культуры. Европейский сюрреализм с изощрёнными параболами и парадоксами соединён с сугубо украинскими реалиями.
Участник выставок с 1988 года. Персональные выставки прошли в Москве (1988), во Львове (1990), Киеве (1993, 1997—2000, 2002—2003, 2010—2011), Нью-Йорке (2000—2001, 2004), Чернигове, Харькове (обе — 2002), Днепропетровске (2013), Кривом Роге.
Работы хранятся в Национальном художественном музее (Киев), Львовской галерее искусств, Полтавском и Днепропетровском художественных музеях, Переяслав-Хмельницком краеведческом музее, в частных коллекциях в Украине, России, США, Канаде.

### Произведения
- «Петух» (1972);
- «Воспоминания о Киеве» (1973);
- «Колооборот воды» (1977);
- «Времена года» (1978);
- «Дыхание холода» (1979);
- «Магия растений» (1980);
- «Автопортрет», «Всплывающие маревы» (оба — 1988);
- «Мир кота» (1990), «Плодородие» (1991);
- «Эдемский сад» (1992);
- «Вьющаяся степь» (1993);
- «Среди цветущих волн», «Под тенью большого дерева или растут меньшие деревья?» (оба — 1996);
- «Осеннее кружево», «Зимние чащи», «Цветущий художник» (все — 1997);
- «Пойдём под цветами, а полетим над цветами», «Добрый вечер, бабушка», «Прыжок выживания» (все — 1999);
- «Приземление птиц» (2000);
- «Осторожно! Поворот», «Гость» (оба — 2001);
- «Вершины заснеженных деревьев» (2003);
- «Балятся цветы яркие» (2005);
- «Яром-долиной» (2007);
- «Пойдём дальше в цветущий рай», «Деревья рассекают степи оврагами» (оба — 2011);
- «Река жизнь», «Загадка» (оба — 2013);
- «Деревья держат облака», «Между облаками» (оба — 2014);

Автор серий «Соединилось небо с землёй» (1995—2014), «Цветы, выращенные мною» (2009—2010).

## Награды
- Гран-при международного биеннале изобразительного искусства «Львов — возрождение» (1991);
- Заслуженный художник Украины (10 октября 2008)[1].

## Память
О художнике снято несколько документальных фильмов.